# Il libro dei labirinti
Il libro dei labirinti è un romanzo breve per ragazzi scritto da Anna Zucchi nel 1982, con illustrazioni eseguite da Franco Matticchio. Essendo l'ambientazione fantascientifica della storia soltanto appena accennata, il genere in cui è possibile inserire l'opera è più propriamente il fantasy.

## Trama
Mentre è intento a curiosare nella libreria del nonno, Andrea scova Il libro dei labirinti, un grosso tomo che riporta le illustrazioni di diversi labirinti stampati su pagine di materiali sempre differenti. Il piccolo inizia a seguire con il dito una strada su uno di questi nel tentativo di raggiungere il centro che, una volta raggiunto, lo inghiotte facendolo precipitare in un pozzo buio. 
Ripresosi dalla caduta il bambino si ritrova in presenza del figlio del mitico Montezuma, il quale gli rivela che lo stava aspettando. Il compito di Andrea è quello di tramandare la storia di come egli sia fuggito dai conquistadores spagnoli prima che il regno azteco venisse distrutto. 
Il figlio di Montezuma racconta di essere migrato su un altro pianeta attraverso una speciale nave intergalattica con altri sui simili e di aver trovato l'amore in un mondo sconosciuto gestito da robot. Una volta concluso il racconto Andrea si sveglia intontito sul grosso libro dei labirinti, incerto se credere o meno di aver semplicemente sognato.

## Edizioni
- Anna Zucchi, Il libro dei labirinti, Emme Edizioni, 1982,  p. 98.